# POLR2L
 Субъединица RPABC5 ДНК-управляемых РНК-полимераз I, II и III  — белок, кодируемый у человека геном  POLR2L .

## Функция
Этот ген кодирует субъединицу РНК-полимеразы II, полимеразы, ответственной за синтез мессенджера РНК у эукариот. Продукт этого гена содержит четыре консервативных цистеина, характерных для атипичного цинкосвязывающего домена. Как и её коллега в дрожжах, эта субъединица может также участвовать и в двух других ДНК-управляемых РНК-полимеразах.

## Взаимодействия
POLR2L, как было выявлено, взаимодействует с POLR2C, POLR2A, POLR2B и POLR2E.